# Candy Angle
Candy Angle (19 de agosto de 1969) es una deportista estadounidense que compitió en triatlón. Ganó dos medallas en el Campeonato Mundial de Xterra Triatlón, oro en 2002 y bronce en 2003.

## Palmarés internacional
| Campeonato Mundial | Campeonato Mundial    | Campeonato Mundial | Campeonato Mundial |
| Año                | Lugar                 | Medalla            | Prueba             |
| ------------------ | --------------------- | ------------------ | ------------------ |
| 2002               | Maui (Estados Unidos) | Medalla de oro     | Individual         |
| 2003               | Maui (Estados Unidos) | Medalla de bronce  | Individual         |